# 愛知県道394号中条豊橋線

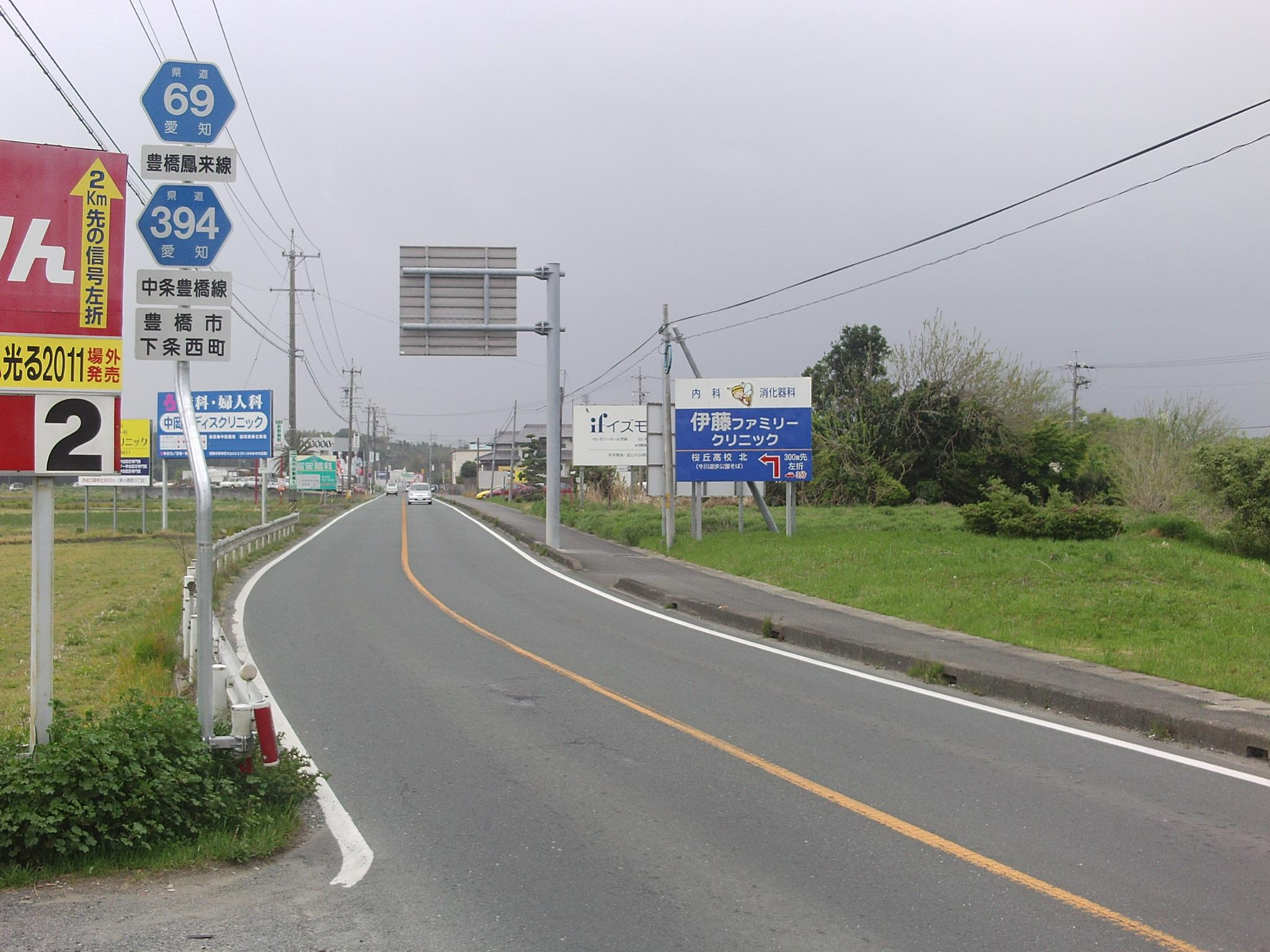
愛知県道69号豊橋乗本線と合流し、ここから重複区間。

愛知県道394号中条豊橋線（あいちけんどう394ごう ちゅうじょうとよはしせん）は、愛知県豊川市中条町から愛知県豊橋市旭本町に至る一般県道である。

## 概要
起点は駅前通の終点から直進して600mほど南の市道と国道151号との交点で、周りは田園風景が広がる。勾配を上り柑子橋で豊川放水路分流堰の傍を渡る。豊川堤防上のやや狭い道を走ると下条橋西交差点に突き当たる（実質T字三差路）。左折して下条橋で豊川を渡り、再び田園の中を走るとY字三差路の鷺橋北交差点である。この先は終点まで県道69号との重複区間となり、途中に豊橋創造大学などがある。
単独区間は、ほとんどの区間が田畑の中を走る。豊橋市の下条西町辺りはビニールハウスが多い。

### 路線データ
- 起点：愛知県豊川市中条町観音堂/牛久保町水金剛（観音堂交差点、国道151号交点）
- 終点：愛知県豊橋市旭本町（旭橋交差点、愛知県道4号豊橋大知波線交点）
- 総延長：約6.6km（うち県道69号との重複区間約3.1km、県道380号との重複区間約0.9km）

## 歴史
- 1972年（昭和47年）5月4日：認定[1]。

## 地理
渡る川
- 豊川放水路
- 豊川
- 神田川
- 朝倉川

## 通過する自治体
- 愛知県
  - 豊川市
  - 豊橋市

## 接続する道路
- 国道151号（観音堂交差点：交差）
- 豊川市道前田豊川線（観音堂交差点：直進、駅前通・豊川駅方面）
- 愛知県道380号豊橋一宮線（広長交差点・下条橋西交差点間で重複）
- 愛知県道69号豊橋乗本線（下条街道）（鷺橋北交差点・旭橋交差点間で重複）
- 愛知県道4号豊橋大知波線（多米街道）（旭橋交差点：交差）
- 豊橋市道西新町5号線（旭橋交差点：直進、国道1号・前田町・前田南町方面）

## 沿線
- ファミリーマート 豊川中条店
- 香月堂（洋菓子メーカー）
- 豊川青山病院
- 羽衣の松
- ミニストップ 豊橋牛川町店
- V・drug 豊橋牛川店
- 豊橋創造大学・短期大学部
- ファミリーマート 豊橋旭店
- ローソン 豊橋旭本町店